# Totonicapán (tỉnh)
Totonicapán là một tỉnh của Guatemala. Tỉnh lỵ là thành phố Totonicapán.

## Các đô thị
1. Momostenango
2. San Andrés Xecul
3. San Bartolo
4. San Cristóbal Totonicapán
5. San Francisco El Alto
6. Santa Lucía La Reforma
7. Santa María Chiquimula
8. Totonicapán